# Roberto Herbster Gusmão
Roberto Herbster Gusmão (ur. 29 maja 1923 w Belo Horizonte, zm. 17 sierpnia 2019 w São Paulo) − brazylijski adwokat, polityk, minister.

## Życiorys
Był brazylijskim adwokatem i politykiem. W okresie od 15 marca 1985 do 14 lutego 1986 był ministrem przemysłu i handlu w gabinecie prezydenta José Sarneya.